# 小行星12622
小行星12622（12622 Doppelmayr）是一颗绕太阳运转的小行星，为主小行星带小行星。该小行星于1960年9月发现。

## 轨道参数
小行星12622的轨道半长轴为395 034 508km（2.6406050 UA），离心率为0.080。